# Kula na Zelenki
Kula na predjelu Zelenci u gradiću Makarskoj, adresa Požare, od koje su ostali ostatci, predstavlja zaštićeno kulturno dobro.

## Opis dobra
Sjeverno od nekada utvrđene povijesne cjeline grada Makarske, na blagoj uzvisini sagrađena je u turskome razdoblju kula na lokalitetu koji se naziva Zelenka. Prostor je nekada bio neizgrađen, a danas se kula nalazi unutar novoga stambenog naselja, na neizgrađenoj parceli. Manja kula pravokutnoga tlocrta sagrađena je na prirodnoj stijeni, a danas je sačuvana u visini prizemlja i kata, bez krova. Građena je priklesanim kamenom u mortu, a oplošje kule na svakome katu ima niz puškarnica. Na zapadnome pročelju sačuvan je ruševni ulaz u kulu, a na istoku kroz prirodnu konfiguraciju stijena postoji izlaz za bijeg. Kula je izvorno imala drvenu međukatnu konstrukciju koja se do danas nije sačuvala. Nije poznata izvorna visina kule ni način njezina zakrovljenja. Zbog položaja kule s kojega se pružaju vizure i izvrstan pregled prostora istočno i zapadno od Makarske, tada utvrđenoga turskoga grada i luke, pretpostavlja se da je građevina imala ulogu kule promatračnice, usko povezane s utvrđenim gradom.

## Zaštita
Pod oznakom Z-6119 zavedena je kao nepokretno kulturno dobro - pojedinačno, pravna statusa zaštićena kulturnog dobra, klasificirano kao "vojne i obrambene građevine".